# Haron Keitany
Haron Keitany (Kenia, 17 de diciembre de 1983) es un atleta keniano especializado en la prueba de 1500 m, en la que consiguió ser medallista de bronce mundial en pista cubierta en 2010.

## Carrera deportiva
En el Campeonato Mundial de Atletismo en Pista Cubierta de 2010 ganó la medalla de bronce en los 1500 metros, llegando a meta en un tiempo de 3:42.32 segundos, tras el etíope Deresse Mekonnen y el marroquí Abdalaati Iguider (plata con 3:41.96 segundos).